# Iván Karpenko-Karyi
Ivan Karpovych Tobilevych (en ucraniano Іван Карпович Тобілевич, iˈwɑn ˈkɑrpowɪtʃ tobiˈlɛwɪtʃ|pron; 29 de septiembre de 1845 - 15 de septiembre de 1907), más conocido popularmente por su seudónimo Karpenko-Karyi (Карпенко-Карий, kɐrˈpɛnko ˈkɑrɪj|pron) fue un escritor, dramaturgo, actor y erudito ucraniano. Fue designado como una de las luminarias del teatro nacional ucraniano.
Nacido y criado en el pueblo de Arsenivka, era hermano de Mykola Sadovskyi, Panas Saksaganskyi y Maria Sadovskyi-Barilotti. En 1870 se casó con Nadia Tarkovskyi. Sus obras comenzaron en 1883, cuando escribió Novobranets. Al año siguiente se exilió a Novocherkassk, donde escribió su primer drama. De vuelta a Ucrania, y en la última etapa de su vida, se fue a Berlín, donde murió en 1907.
Sus obras son dieciocho obras de teatro, entre ellas comedias satíricas como El sabio y el necio, Martyn Borulia, Cien mil y El maestro. Mientras que El vagabundo, Los buscadores de estatus, La sirvienta, La doncella sin fortuna, El cuento del padre y A lo largo del Dniéper son sus dramas. También las obras etnográficas históricas, entre ellas Un loco del siglo XVIII y Sava Chalyi.

## Biografía
Tobilevych nació el 29 de septiembre de 1845 en Arsenevka, un pueblo de Ucrania central cerca de Yelisavetgrad (actual Kropyvnytskyi). Pertenecía a la familia del administrador de fincas Karp Tobilevich. Estudió en la escuela del distrito de Bobrynetsky, y a partir de 1859 trabajó como empleado judicial en la ciudad de Mala Vyska y más tarde como empleado de la administración de la ciudad. En 1864 trabajó en el tribunal del condado. 
Trasladado a Yelisavetgrad en 1865, trabajó como jefe del departamento de policía del distrito, participó en espectáculos de aficionados de Oleksandr Tarkovski, publicó artículos literarios y críticos, y más tarde se convirtió en miembro del círculo ilegal Narodovo de Opanas Mykhalevych. En 1870 se casó con Nadia Tarkovsky, tía del poeta y periodista de la ciudad Arsenyi Tarkovskyi. Como dote, recibió la granja familiar de Tarkovskys, y tuvieron siete hijos. Nadia murió en 1881, y su hija, Halyna, falleció al año siguiente. En 1883, fue destituido del cargo de secretario de policía y exiliado por facilitar pasaportes a los revolucionarios.
En la década de 1880 comenzó a actuar en la compañía de teatro de Marko Kropyvnytsky. Publicó su primer relato en ucraniano, "Novobranets", en el almanaque "Rada", firmado con el seudónimo de Hnat Kariy, en 1883.
Detenido en 1884, fue exiliado a Novocherkassk, donde trabajó como herrero y más tarde abrió un taller de encuadernación. Durante su exilio, escribió su primer drama, Pastor (Burglaka), así como las obras Bondarivna, El sabio y el tonto, Naimichka y Sin talento. En 1886, se publicó en Jersón una colección de sus dramas, entre los que se encontraban Bondarivna, ¿Quién es culpable? y El sabio y el necio. Tras ser liberado en 1887, regresó a Ucrania con su esposa, Sofía, y se instaló en una granja que recibió el nombre de su primera esposa, Nadia. Hoy, el pueblo es una reserva histórica y cultural.
Su drama, Naymichka, se publicó en 1887, y Martin Borulya en Zora en 1892. En 1888, se eliminó la supervisión pública sobre él, y se unió a la compañía de su hermano, Mykola Sadovskyi, y más tarde a la de otro hermano, Panas Saksaganskyi. Las virtudes de sus dramas son la vivacidad, la integridad de los personajes y un lenguaje bien elegido. En 1890, se unió a la Sociedad de Artistas Ucranianos y escribió la comedia Cien mil.
Escribió una nota al Congreso de Actores de Escena de Moscú dedicada a la persecución del teatro ucraniano, que Panas Saksaganskyi leyó desde el estrado del congreso. En 1899 escribió la tragedia histórica Sava Chaly, dedicada a los acontecimientos del siglo XVIII en la región de Jaidamaka.
En 1906 cayó enfermo, abandonó los escenarios y se trasladó a Berlín para recibir tratamiento. Tras una grave enfermedad, Tobilevych murió el 15 de septiembre de 1907 en Berlín. Sus restos fueron trasladados a Ucrania y enterrados en la Nadezhda.